# Ilkka Hakalehto
Ilkka Matti Tapani Hakalehto, född den 22 april 1936 i Helsingfors, död den 24 november 2009 i Helsingfors, var en finländsk historiker och politiker, fil.dr 1969. Hakalehto blev 1969 docent i politisk historia vid Helsingfors universitet och verkade därtill som forskare och skriftställare.
Han profilerade sig som en motståndare till Finlands EU-anslutning bl.a. som ordförande för protestpartiet Förbundet för det fria Finland, vars presidentkandidat han var 2000. 
Hakalehto publicerade bl.a. några biografiska verk om Väinö Tanner och ett stort antal polemiska arbeten som fördömer det vägval Finland företog i mitten av 1990-talet.